# 聖克魯斯德莫拉

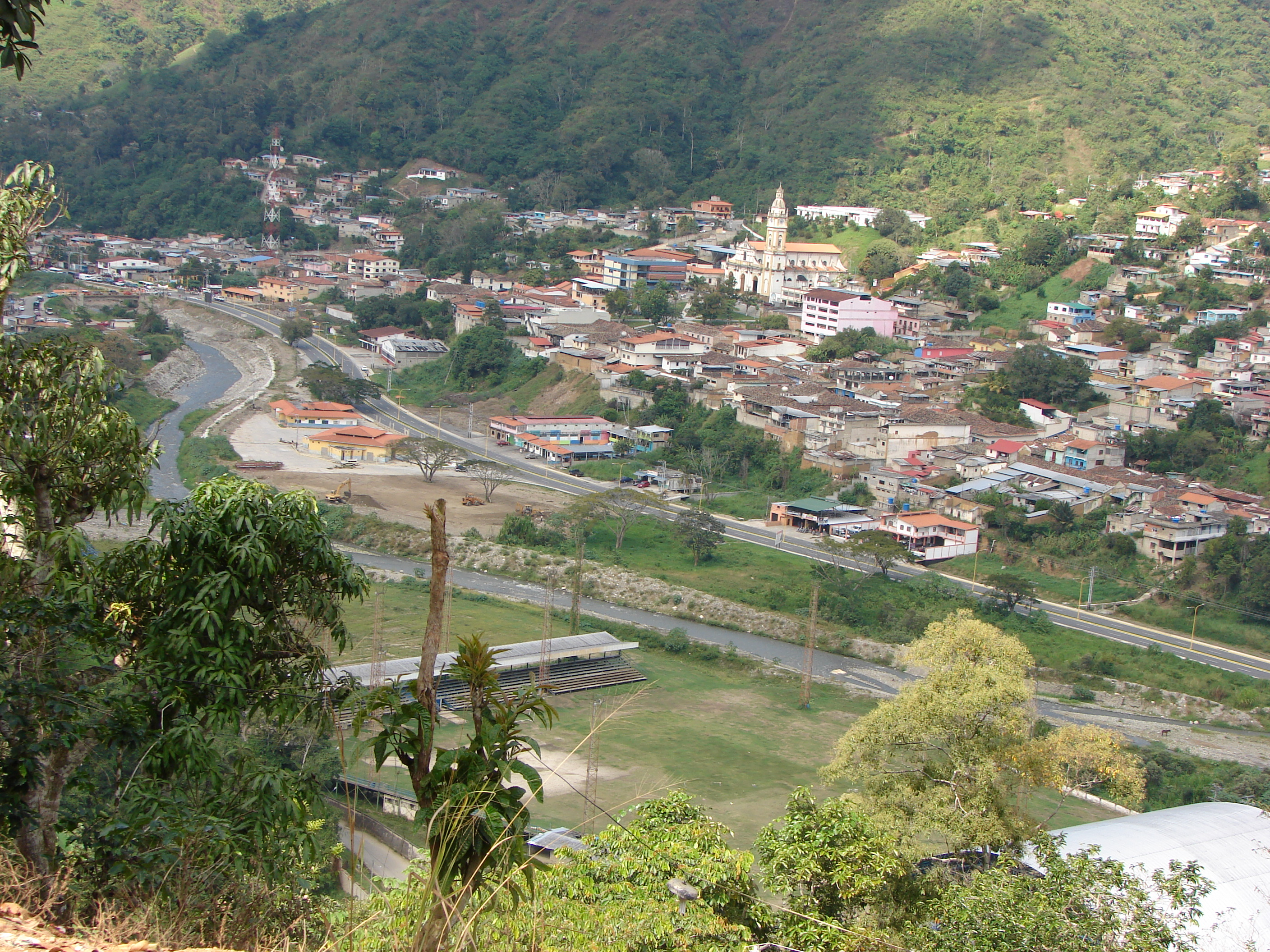

聖克魯斯德莫拉（西班牙語：Santa Cruz de Mora），是委內瑞拉的城鎮，位於該國西部梅里達州，是安東尼奧平托薩利納斯市的首府，面積392平方公里，海拔高度622米，2011年人口24,330，人口密度每平方公里51.56人。